# Zakaria Goneim
Muhammed Zakaria Goneim (Arabisch: زكريا غنيم, Zakarīyā Ġunaim, ook geschreven als Muhammad Zakarīya Ghunaim, 1905 - 1959) was een Egyptische archeoloog, bekend van zijn ontdekkingen in en rond Saqqara. Hij is vooral bekend door het ontdekken van de trappiramide van Sechemchet.
De familie van Zakaria Goneim's vader was van Koptische afkomst, maar werd eind 19e eeuw moslim.
Voor de Tweede Wereldoorlog werkte Goneim in Saqqara aan de dodentempel van Oenas. Hij bracht de oorlog door in Luxor en keerde toen terug naar Saqqara om te werken aan de piramide van Sechemchet, in nauwe samenwerking met Jean-Philippe Lauer die aan de trappiramide van Djoser werkte.
Goneim dacht dat hij een intacte begrafenis had gevonden, aangezien de zegels van de albasten sarcofaag onbeschadigd waren en er grafkransen op de sarcofaag lagen. Er was grote media-aandacht, en hij nodigde hoge overheidsfunctionarissen, journalisten, verslaggevers en filmteams uit voor de opening. Maar bij het openen van de sarcofaag bleek deze leeg te zijn. "Ze graven drie jaar en vinden niets", meldde een krant. Er was grote teleurstelling bij de bevolking, hoewel de ontdekking nog steeds belangrijk was voor de egyptologie. De Egyptische president Gamal Abdel Nasser bezocht de site en prees Goneim voor zijn werk.
Hierna ging Goneim op lezingentour door de VS. Hij schreef ook een boek, De begraven piramide, met de hulp van Leonard Cottrell, om het werk verder bekend te maken. Het boek was een succes en werd in verschillende talen vertaald.
Maar thuis in Egypte had hij al problemen, en de officiële intimidaties begonnen. Hij werd uiteindelijk ten onrechte beschuldigd van het smokkelen van een groot, waardevol vaatwerk dat James Quibell en Lauer twee jaar eerder in de buurt van het Djoser-complex in het land hadden gevonden. Hiervoor werd echter geen hard bewijs geleverd, slechts verdenkingen. Goneim werd herhaaldelijk verhoord door de politie.
Zijn vriend Lauer probeerde hem te helpen door naar het ontbrekende item te zoeken. In 1959 vond hij het vermiste vaatwerk in een hoek van een opslagplaats van het Egyptisch Museum. Maar het was te laat: de voortdurende intimidatie was te veel, en hij werd ofwel vermoord of verdronk zichzelf in de Nijl op 12 januari 1959.
- Gemeinsame Normdatei: 105728950
- International Standard Name Identifier: 0000 0000 6400 8838
- Library of Congress Control Number: no00008056
- Nationale Bibliotheek van Tsjechië: xx0116174
- Nationale Bibliotheek van Israël: 987007433293905171
- Nederlandse Thesaurus van Auteursnamen: 073578118
- Système universitaire de documentation: 075170930
- Virtual International Authority File: 42310201
- WorldCat: E39PBJfRBK7DQgcKvwpmB9mfMP